# Schloss Lichtenburg

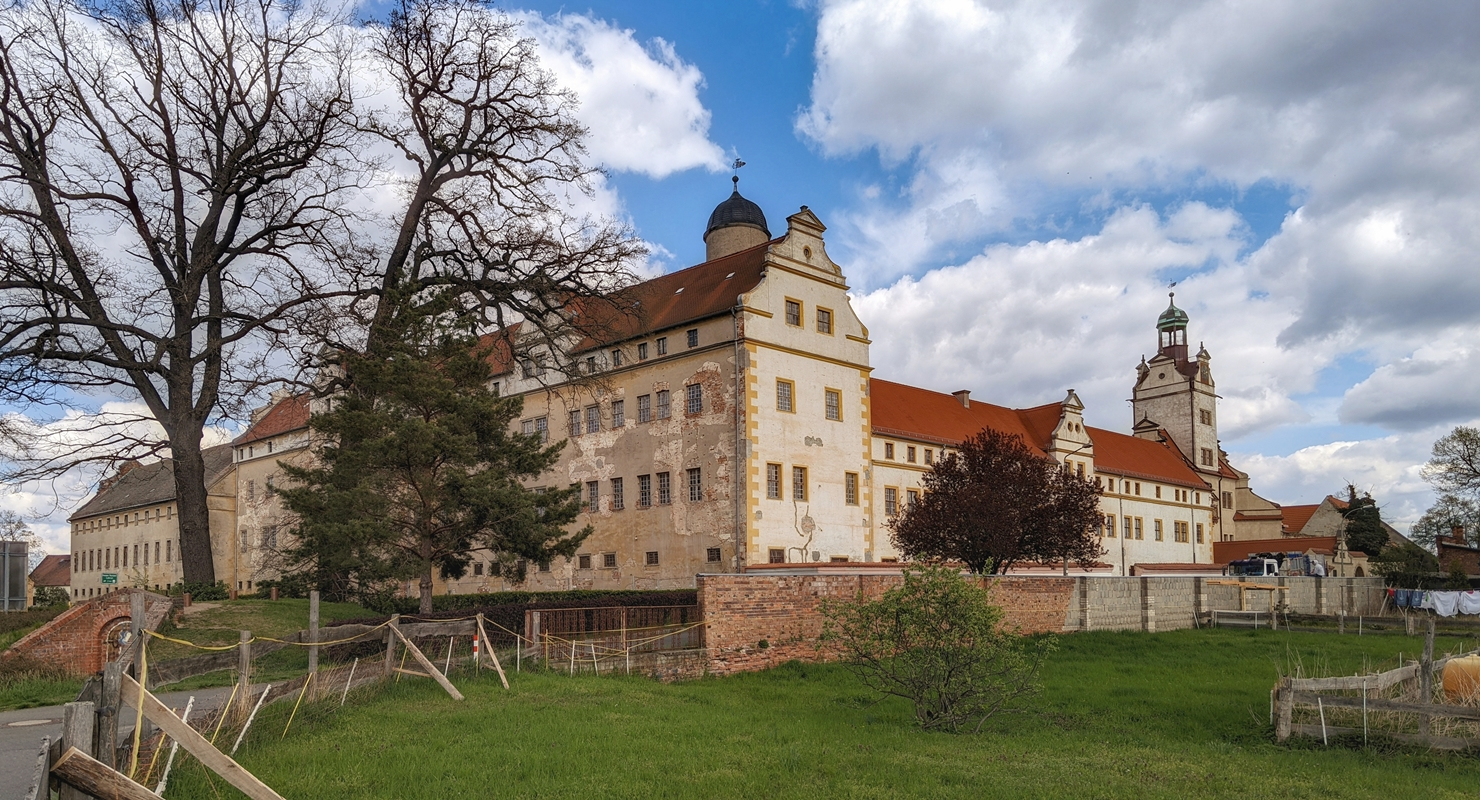
Ansicht von Südwesten (April 2022)

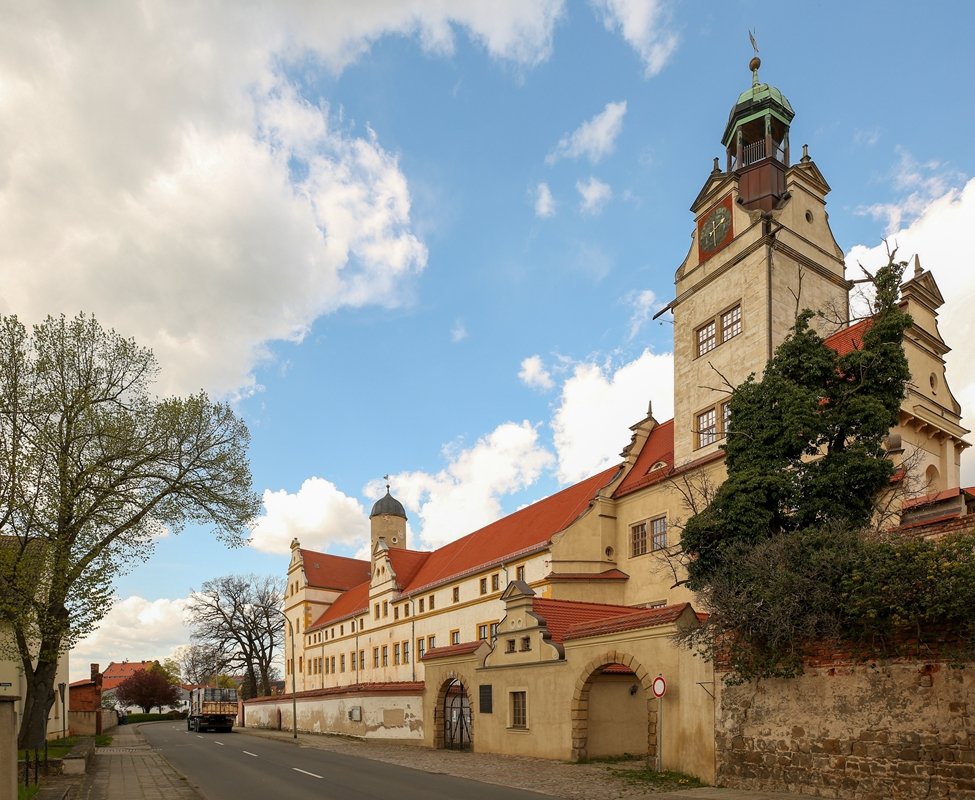
Ansicht von Südosten (April 2022)

Das Schloss Lichtenburg ist ein im 16. Jahrhundert erbautes Renaissanceschloss in Prettin. Es steht an der Stelle eines früheren Klosters und wurde als Witwensitz für die Kurfürstinnen von Sachsen errichtet.

## Vorgeschichte
Der Ursprung des Schlosses war eine Niederlassung der Kalandsbruderschaft, die sich um 1200 unweit der Prettiner Sanddünen, die als mons clarus (lichter bzw. heller Berg) dem späteren Schloss ihren Namen gaben, ansiedelten. Ende des 13. Jahrhunderts stießen auch Mitglieder des Antoniterordens aus Eilenburg hinzu, die sich mit den Kalandsbrüdern vereinigten. Vermutlich 1312 entstand so eine als Haus Lichtenbergk bzw. Antoninerhof Lichtenburg bezeichnete Hauptniederlassung der Antoniter im Kurkreis nahe Prettin. Das Kloster betrieb intensiv Landwirtschaft, widmete sich aber auch der Krankenpflege.
Der letzte Präzeptor Wolfgang Reissenbusch verkehrte häufig im Hause Luther. Im Antoniterhaus Lichtenbergk traf Martin Luther 1518 erstmals mit dem kursächsischen Kanzler Georg Spalatin zusammen, der ihm die Unterstützung des sächsischen Kurfürsten Friedrich der Weise für seine kirchlichen Reformbemühungen zusicherte.
Als sich die letzten verbliebenen Antonitermönche 1525 der Reformation zuwandten, wurde das Kloster aufgehoben. Einzelne Mönche erhielten eine Leibrente. Nach seiner Auflösung bewohnte die vor ihrem altgläubigen Mann, Kurfürst Joachim I. von Brandenburg, geflüchtete brandenburgische Kurfürstin Elisabeth von 1536 bis 1546 das einstige Kloster.
Weite Teile der ehemaligen Klosterbebauung sollen bei einem Brand Mitte des 16. Jahrhunderts vernichtet worden sein.

## Geschichte

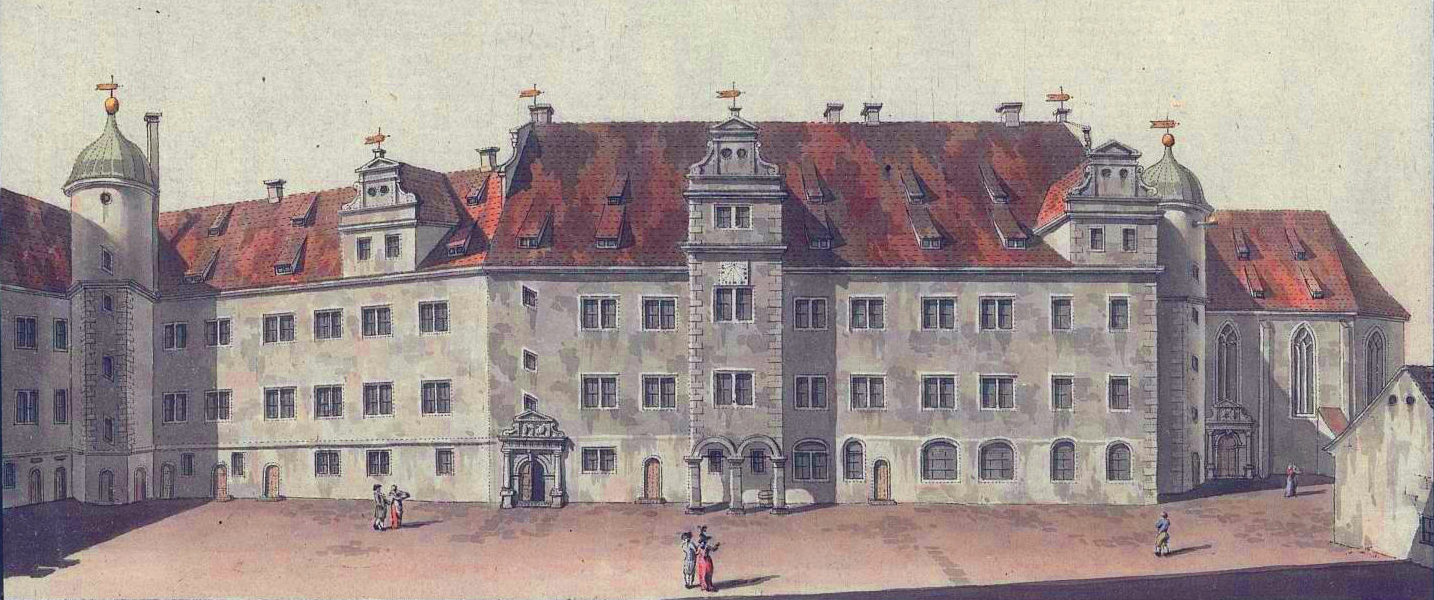
Schloss Lichtenburg um 1792

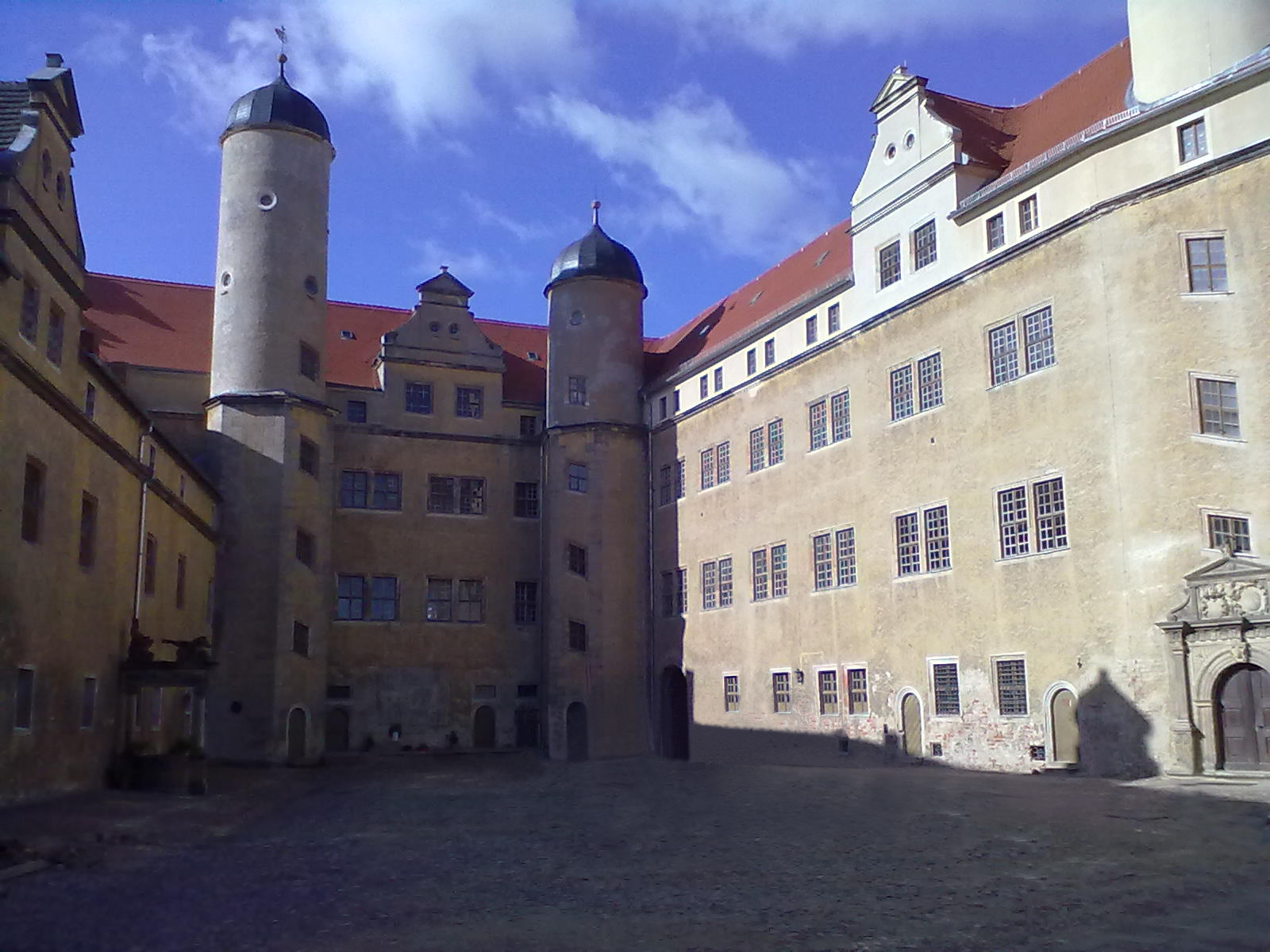
Schlosshof (Oktober 2011)

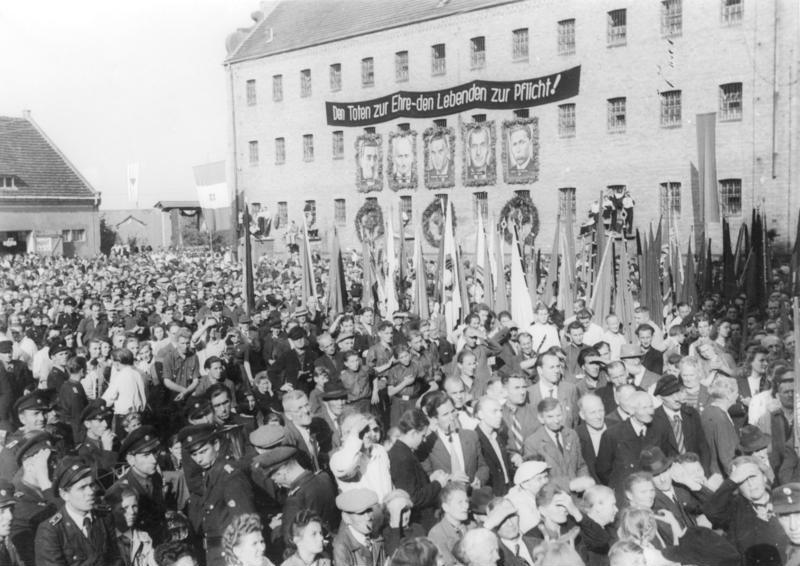
VVN-Kundgebung im Innenhof (1949), im Hintergrund der 1878/79 erbaute Gefängnisflügel

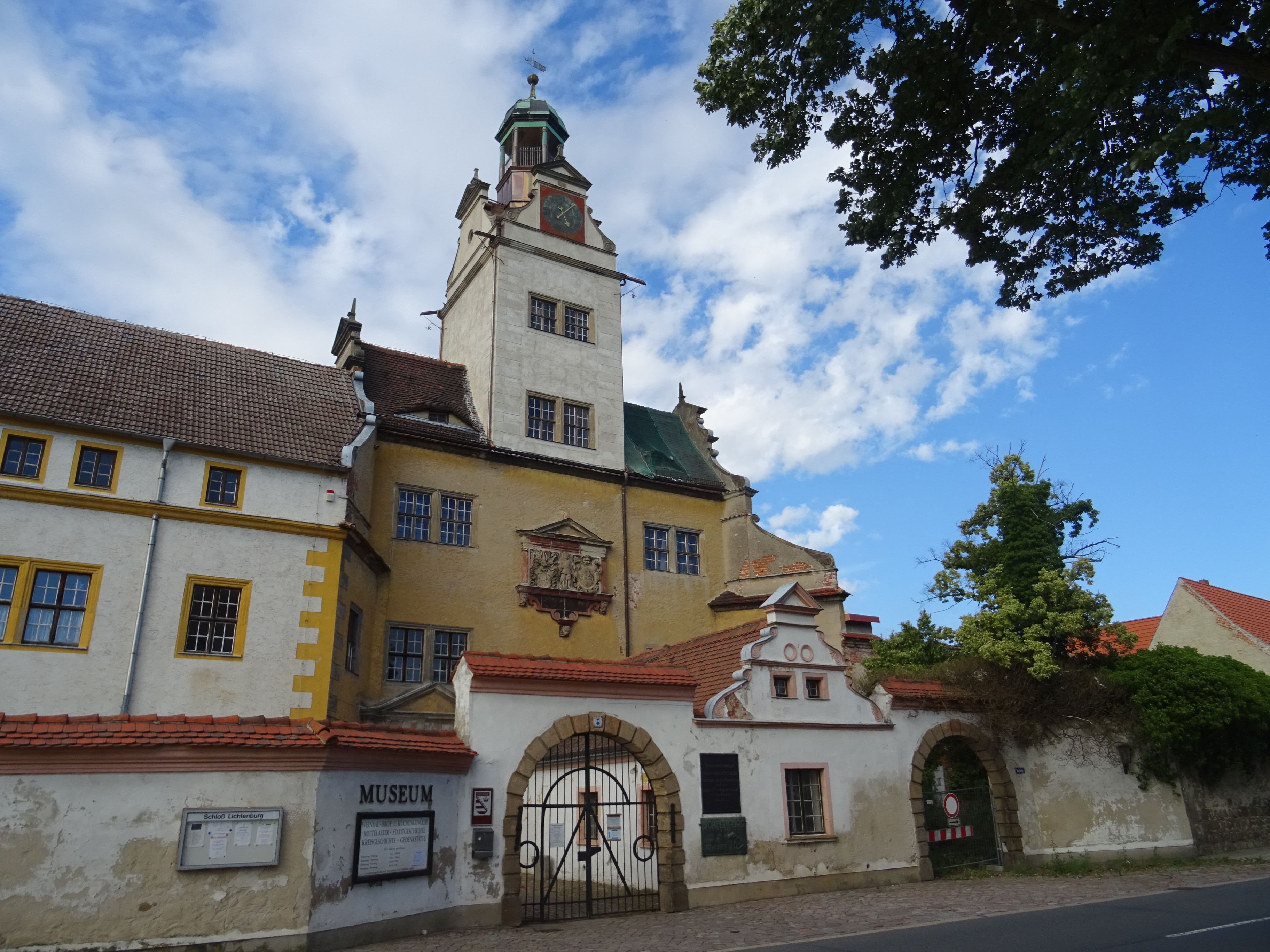
Tor zum Museum (Juni 2017)

### Erbauung und Nutzung als Schloss, Witwensitz und Kammergut
Ab 1574 ließ August I. von Sachsen die Klostergebäude abtragen und errichtete auf Wunsch seiner Gemahlin Anna ein mehrflügeliges Schloss, die Lichtenburg, im Stil der Sächsischen Renaissance. Ergänzt wurde der Bau durch Wirtschaftsgebäude und ein Vorwerk. Die spätgotische Schlosskirche St. Anna wurde 1581 errichtet. Der Bau der Schlossanlage war 1582 weitgehend abgeschlossen. Die Lichtenburg war ursprünglich als Residenzschloss für das Kurfürstenpaar selbst gedacht.
Nach dem Tod von Anna (1585) und August (1586) diente die Anlage bis 1717 als Witwensitz der sächsischen Kurfürstinnen. Herausragende Bewohnerin war die sächsische Kurfürstin Hedwig, Witwe des Kurfürsten Christian II., die hier von 1611 bis 1641 ihren Witwensitz hatte. Weitere Bewohnerinnen waren Kurfürstin-Witwe Anna Sophie (1647–1717), die Mutter Augusts des Starken, und ihre Schwester Wilhelmine Ernestine von der Pfalz (1650–1706).
Zwischen 1717 und 1800 diente die Lichtenburg als Kammergut des Dresdner Hofes der Kurfürsten.

### Gefängnis
Nach dem Entstehen des Königreich Sachsen 1806 musste das neue Königreich dem Rheinbund beitreten. Napoleon Bonaparte forderte von Sachsen den Bau einer Festung an der Elbe, um eine militärische Basis für seinen Russlandfeldzug zu erhalten. 1810 wurde die Entscheidung für den Ausbau der Festung Torgau getroffen, die 1811 begann. Dies machte eine Verlegung des dort auf Schloss Hartenfels seit 1771 befindlichen Zuchthauses notwendig. Als neuen Gefängnisstandort legte König Friedrich August im Februar 1811 Schloss Lichtenburg fest.
Nach notwendigen Umbauten wurden im April 1812 die ersten Gefangenen untergebracht. Die Zahl der Gefangenen belief sich im gleichen Jahr auf 373. Als Folge des Wiener Kongress gelangte Prettin und Schloss Lichtenburg unter preußische Verwaltung. Die Nutzung als Strafanstalt blieb bestehen und ging mit weiteren baulichen Veränderungen einher. 1829 wurde der westliche Außenflügel nach Norden verlängert und 1839 aufgestockt. Hier befanden sich Einzelzellen und die Krankenstation. 1878/79 entstand als Verlängerung des östlichen Flügels nach Norden ein einzeln stehender markanter Klinkerbau mit 78 Einzel- und Gruppenzellen. Zur Beherbergung der wachsenden Zahl an Gefangenen wurden zudem ab 1883 die Dachgeschosse der Flügel der alten Schlossanlage zu Schlafsälen umgebaut.
Nach Einführung des preußischen Strafgesetzbuchs von 1851 diente die Lichtenburg bis 1928 als Zuchthaus für Gefangene in der Provinz Sachsen. Ursprünglich waren hier Gefangene mit Verurteilungen bis zu 5 Jahren Haft untergebracht. Ab 1893 diente Lichtenburg unabhängig von der Haftdauer zur Unterbringungen von Gefangenen im Alter von über 30 Jahren. Jüngere Gefangene wurden in der Strafanstalt Halle ("Roter Ochse") untergebracht. Die Zahl der Insassen auf der Lichtenburg belief sich 1829 auf 620 Personen, 1838 auf 729 Personen (davon 556 Männer und 173 Frauen) und 1856 – auch infolge von Verurteilungen nach den Revolutionen 1848/1849 – schon auf 1134 Personen (872 Männer und 262 Frauen). Ab 1860 erfolgte die ausschließliche Haft von Männern, die weiblichen Häftlinge der Lichtenburg wurden nach Delitzsch überführt. Bis um 1900 zählte die Lichtenburg im Jahresdurchschnitt 600 bis 800 Gefangene.
Der schlechte bauliche Zustand der Anlage und die aus dem verwinkelten Schlossbau samt Anbauten resultierende erschwerte Bewachung der Gefangenen begünstigte Fluchtversuche. Die Situation verschärfte sich insbesondere nach dem Ende des Ersten Weltkrieges. Da die baulichen Voraussetzungen für einen modernen funktionalen Strafvollzug auf der Lichtenburg nicht gegeben waren, begann ab 1927 die Räumung der Haftanstalt. Die Bewohner Prettins, die noch wenige Jahre vorher die mangelnde Sicherheit aufgrund steigender Ausbrüche beklagten, befürchteten den Wegfall der Gefangenen als günstige Arbeitskräfte in den örtlichen Unternehmen und forderten, auch über einen Beschluss des Kreistages, den Erhalt des Gefängnisses. Dem wurde jedoch nicht entsprochen und im Juli 1928 verließen die letzten Gefangenen die Lichtenburg.
Die Nachnutzung der weitläufigen Anlage gestaltete sich schwierig. Die ehemalige Schloss- und spätere Anstaltskirche wurde für 10 Jahre der Kirchgemeinde Prettin überlassen. In den Kellerräumen des Schlosses etablierte sich eine Champignonzucht. Der Rest der Gebäude stand weitgehend leer.

### Konzentrationslager und Nutzung bis 1945
Unter den Nationalsozialisten war hier das Konzentrationslager Lichtenburg von 1933 bis 1937 für Männer, danach bis 1939 für Frauen eingerichtet. Ab 1939 nutzte die SS das Schloss als Standort für Ersatzeinheiten der SS-Totenkopfverbände (bis 1941), als Bekleidungslager (bis 1945) und als Hauptzeugamt (1941–1945).

### Nutzung seit 1945
Nach Ende des Zweiten Weltkrieges wurden hier bis 1946 Angehörige der Russischen Befreiungsarmee interniert und Flüchtlinge aus den deutschen Ostgebieten untergebracht. Ab 1948 wurde das weitläufige Areal landwirtschaftlich genutzt, auch ein Lehrlingswohnheim befand sich hier.
Parallel setzte die museale Nutzung ein. 1965 wurde im ehemaligen Bunker des Konzentrationslagers die "Mahn- und Gedenkstätte Lichtenburg" eingerichtet. In Teilen des alten Schlosses öffnete 1974 ein Museum zur Schlossgeschichte. Vier Jahre später (1978) erfolgte die Einweihung einer Dauerausstellung über den Nutzungsabschnitt als faschistisches Konzentrationslager.
Die landwirtschaftliche Nutzung endete 1992. Im Folgejahr (1993) ging die Anlage in den Besitz der Bundesrepublik Deutschland über. Die Verwaltung erfolgt aktuell durch die Bundesanstalt für Immobilienaufgaben, welche laufende Instandsetzungsarbeiten durchführt, so u. a. eine Baugrundsanierung (2015) und die Sanierung des Turms (2016).
Im Schloss befindet sich nach wie vor das Museum der Stadt Prettin.
Die Lichtenburg ist seit 2008 auch Teil der Stiftung Gedenkstätten Sachsen-Anhalt. Die Dauerausstellung zur Geschichte des Konzentrationslagers wurde umfassend neu gestaltet und 2011 eröffnet. Die Gedenkstätte KZ Lichtenburg Prettin und die FH Aachen wollen im Rahmen eines partizipativen Prozesses eine Nutzungskonzeption für das Schloss Lichtenburg entwickeln.